# Lộc Cảng

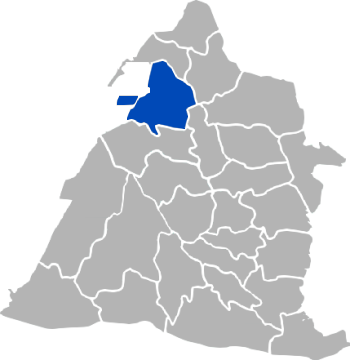
Vị trí tại Chương Hóa

Lộc Cảng (tiếng Trung: 鹿港鎮; bính âm: Lùgǎng Zhèn) là một trấn của huyện Chương Hóa, tỉnh Đài Loan, Trung Hoa Dân Quốc (Đài Loan). Trấn nằm ở ven biển và được nhà Thanh thành lập năm 1784, trong thời kỳ đầu trấn là một nơi tiếp xúc nhiều với người nước ngoài. Tổng diện tích của Lộc Cảng là 39,4624 km², dân số vào tháng 8 năm 2011 là 85.361 người thuộc 22.534 hộ gia đình, mật độ cư trú đạt 2163,1 người/km².